# Борен (дем Доксат)
Борен или Бурян (изписване до 1945 година: Борѣнъ,на гръцки: Άγιος Αθανάσιος, Агиос Атанасиос, до 1927 година Μπόριανη, Боряни) е село в Гърция, част от дем Доксат на област Източна Македония и Тракия.

## География
Селото се намира на 90 m надморска височина в Драмското поле на 14 km  южно от град Драма и на 24 km северно от Кавала.

## История

### Етимология
Според Йордан Заимов и Йордан Н.Иванов името е жителско име от начално *Боряне, както показват и гръцките форми Μπόριανη и Μπόριανι, от местното име *Бор. Сравними са Бор извор при Трудовец, Ботевградско, Бори дол при Лъки, Неврокопско, Борен, Неврокопско.
Според Йордан Н. Иванов името на селото идва от жителското име *Боряне, от местното име *Бор. Сравнимо е с името на махалата на Бръщен Борен.

### В Османската империя
В началото на XX век Борен е смесено мюсюлманско-християнско село в Драмска каза на Османската империя. Според Васил Кънчов („Македония. Етнография и статистика“) в 1900 година Борен има 400 жители турци, 120 власи и 150 цигани.

### В Гърция
След Междусъюзническата война в 1913 година селото попада в Гърция. Според гръцката статистика, през 1913 година в Боряни (Μπόργιανη) живеят 583 души, а в 1920 година 1068, между които голям брой бежанци, настанени тук след Първата световна война.
След Лозанския договор (1923), сложил край на Гръцко-турската война турското население на Борен се изселва в Турция и на негово място са настанени гърци бежанци от Турция – Понт, Източна Тракия и Мала Азия. В 1928 година Борен е чисто бежанско село с 452 бежански семейства и 1943 души бежанци. В 1927 година е прекръстено на Агиос Атанасиос. Поради извършените мелиоративни дейности в района, в селото са настанени още бежанци.
Църквата „Света Параскева“ е започната в 1948 година и е осветена в 1965 година със свещеник Теохарис Маламатос. След смъртта му в 1984 година е наследен от свещеник Георгиос Георигидзикис от Криводол, а след неговата смърт в 1992 година свещеник в Агиос Атанасиос става Константинос Василиадис от Пазарлар (Агора). От 1999 до 2007 година храмът е ремонтиран.
Селото е богато. Населението се занимава със отглеждане на земеделски култури, както и със скотовъдство, в частност краварство.
| Име  | Име  | Ново име | Ново име | Описание                                    |
| ---- | ---- | -------- | -------- | ------------------------------------------- |
| Арки | Άρκι | Дорикс   | Διώρυξ   | река Ю от Борен, ляв приток на Ксиропотамос |

| Година    | 1913 | 1920 | 1928 | 1940 | 1951 | 1961 | 1971 | 1981 | 1991 | 2001 | 2011 | 2021 |
| --------- | ---- | ---- | ---- | ---- | ---- | ---- | ---- | ---- | ---- | ---- | ---- | ---- |
| Население | 583  | 1068 | 2088 | 2886 | 3046 | 3124 | 2645 | 3013 | 3553 | 3465 | 3150 | 2746 |

## Личности
Родени в Борен
- Тимотей Симеонидис (р. 1963), гръцки духовник